# Агилас
Агилас (шп. Águilas) град је у Шпанији у аутономној заједници Регион Мурсија. Према процени из 2017. у граду је живело 34 706 становника.

## Становништво
Према процени, у граду је 2017. живело 34 706 становника.
| 1970.  | 1981.  | 1991.  | 2001.  | 2010.  | 2017.  |
| ------ | ------ | ------ | ------ | ------ | ------ |
| 17.389 | 20.595 | 24.610 | 28.266 | 34.900 | 34.706 |